# Bay Shore
Bay Shore é um povoado localizado na vila de Islip, Condado de Suffolk (Nova Iorque), Estados Unidos. Celebrou seu 300º aniversário em 2008. A população no censo de 2000 era de 23.852 habitantes.